# 普魯士的奧古斯塔公主
普魯士的奧古斯塔（德語：Auguste von Preußen，1780年5月1日—1841年2月19日），黑森選侯夫人，普魯士國王腓特烈·威廉二世的女兒。

## 家庭
1797年，奧古斯塔與黑森-卡塞爾伯爵世子威廉王子（即日後的黑森選侯威廉二世）結婚，兩人共有3子3女：
1. 威廉（1798年—1800年），夭折
2. 卡羅琳（1799年—1854年）
3. 路易絲（1801年—1803年），夭折
4. 腓特烈·威廉（1802年—1875年），黑森選侯
5. 瑪麗·弗蕾德里克（英语：Princess Marie Frederica of Hesse-Kassel）（1804年—1888年），薩克森-邁寧根公爵夫人
6. 斐迪南（1806年—1806年），夭折